# لا کین
لا کین (به فرانسوی: La Caine) یک کمون در فرانسه است که در Canton of Évrecy واقع شده‌است.

## خصوصیات
لا کین ۲٫۴۱ کیلومترمربع مساحت و ۱۰۱ نفر جمعیت دارد و ۱۷۶ متر بالاتر از سطح دریا واقع شده‌است.